# Victor-Marie d'Estrées
Victor-Marie d'Estrées (París, 30 de noviembre de 1660-Ibíd., 27 de diciembre de 1737) fue un mariscal de Francia, conocido como Mariscal d'Estrées.
Hijo del mariscal Jean II d'Estrées, conde d'Estrées', comenzó su carrera militar en la infantería en 1676 pero se unió a la Armada un año después. En la guerra franco-neerlandesa mandó un barco en la Batalla de Tobago (3 de marzo de 1677) y después luchó en el Mediterráneo.
Fue voluntario en la guerra de los Nueve Años y fue herido en el asedio de Philippsburg en 1688. En 1690 mandó 20 barcos en la Batalla del Cabo Beachy (10 de julio). Luego, a las órdenes de Luis XIV de Francia, se hizo cargo de la flota mediterránea y ejecutó el 10 y 11 de julio el bombardeo de Barcelona (1691) y después el terrible bombardeo de Alicante del 23 al 27 de julio. Habiendo fracasado en Alicante apoyo al duque Luis José de Vendôme en la toma de Barcelona de 1697.  
En 1698 se casaba con Lucie Félicité de Noailles (nacida en 1683), hija del mariscal Anne Jules de Noailles, pero no tuvieron descendencia. 
Al comienzo de la Guerra de Sucesión Española, recibió órdenes de llevar a Felipe V de España a Nápoles para reclamar el trono del Reino de las Dos Sicilias. Por esto fue nombrado Grande de España y en 1703 Mariscal de Francia y comandante de la Orden del Espíritu Santo en 1705. En 1704 es nombrado mentor de Luis Alejandro de Borbón, hijo bastardo de Luis XIV. Juntos lucharon en la batalla de Málaga.
Durante la regencia de Felipe II de Orleans fue ministro y miembro del consejo, aunque no tenía habilidades políticas. Al morir su padre fue nombrado virrey de Islas Americanas y recibió Santa Lucía como su propiedad privada, logrando una gran fortuna que gastó en artes y objetos de lujo para decorar sus propiedades en París. En 1715 es elegido miembro de la Academia Francesa, en 1723 pasa de conde-duque a duque de Estrées y Par de Francia.
Murió en 1737.